# Erigonoplus alticeps
Erigonoplus alticeps là một loài nhện trong họ Linyphiidae.
Loài này thuộc chi Erigonoplus. Erigonoplus alticeps được J. Denis miêu tả năm 1951.